# Transports en Mongolie
 (février 2012).
Si vous disposez d'ouvrages ou d'articles de référence ou si vous connaissez des sites web de qualité traitant du thème abordé ici, merci de compléter l'article en donnant les références utiles à sa vérifiabilité et en les liant à la section « Notes et références ».
Les transports en Mongolie incluent le réseau routier, le réseau ferroviaire et le transport aérien. Le cheval est également un moyen de transport utilisé par les populations pour se déplacer.

## Transport routier
Les rues sont asphaltées à Oulan-Bator et dans les principales localités, mais l'asphalte s'arrête aux limites des villes, à l'exception de la capitale où une route goudronnée conduit à l'aéroport et se prolonge une trentaine de kilomètres en direction du sud.
Un réseau de pistes assez dense parcourt tout le pays. Ces pistes sont généralement mauvaises. Elles présentent parfois plusieurs voies parallèles, divergent puis se regroupent.
Depuis 2017 plusieurs axes principaux ont été asphaltés.

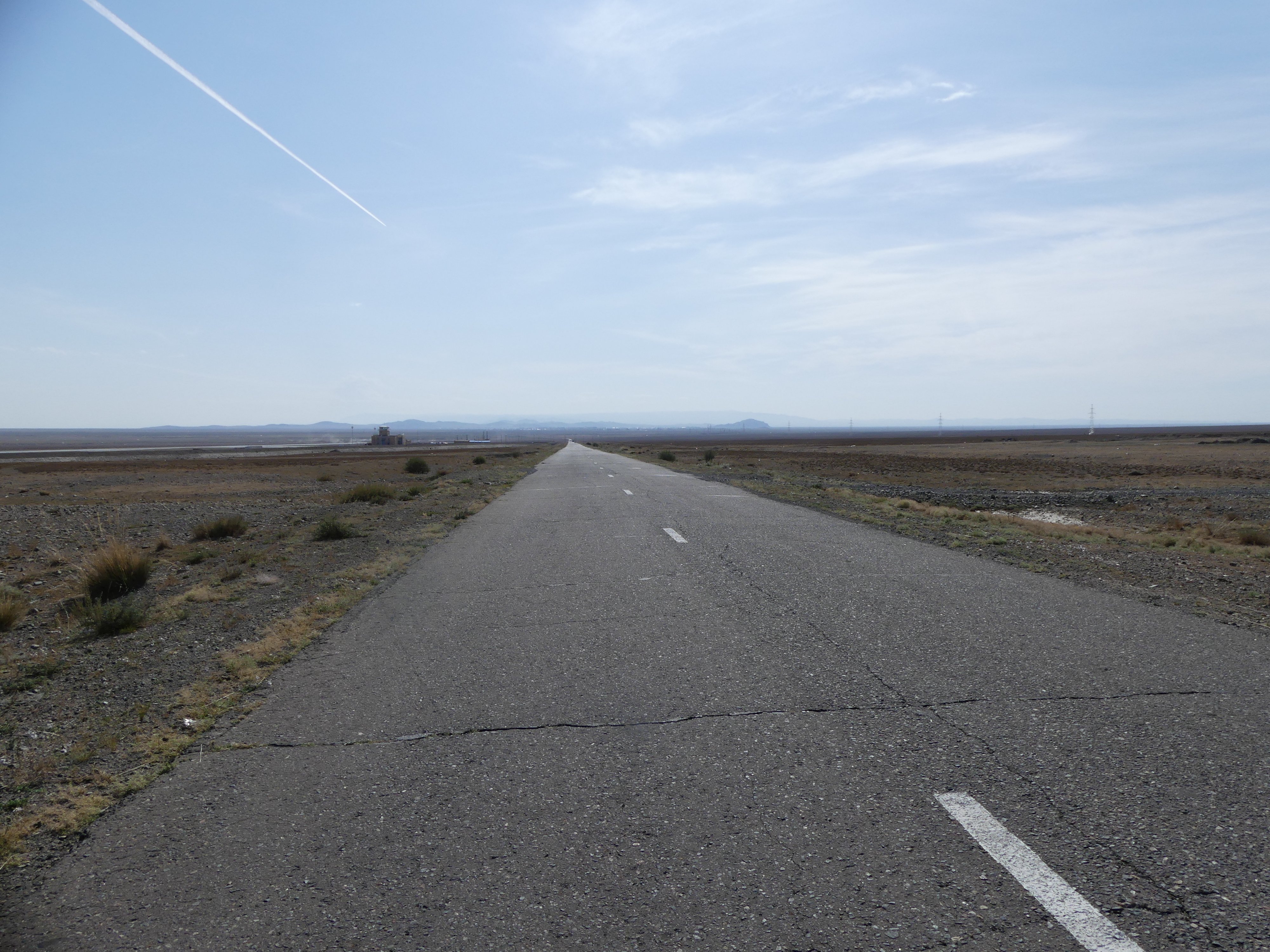
Route asphaltée en Mongolie, proche de la ville de Ölgii

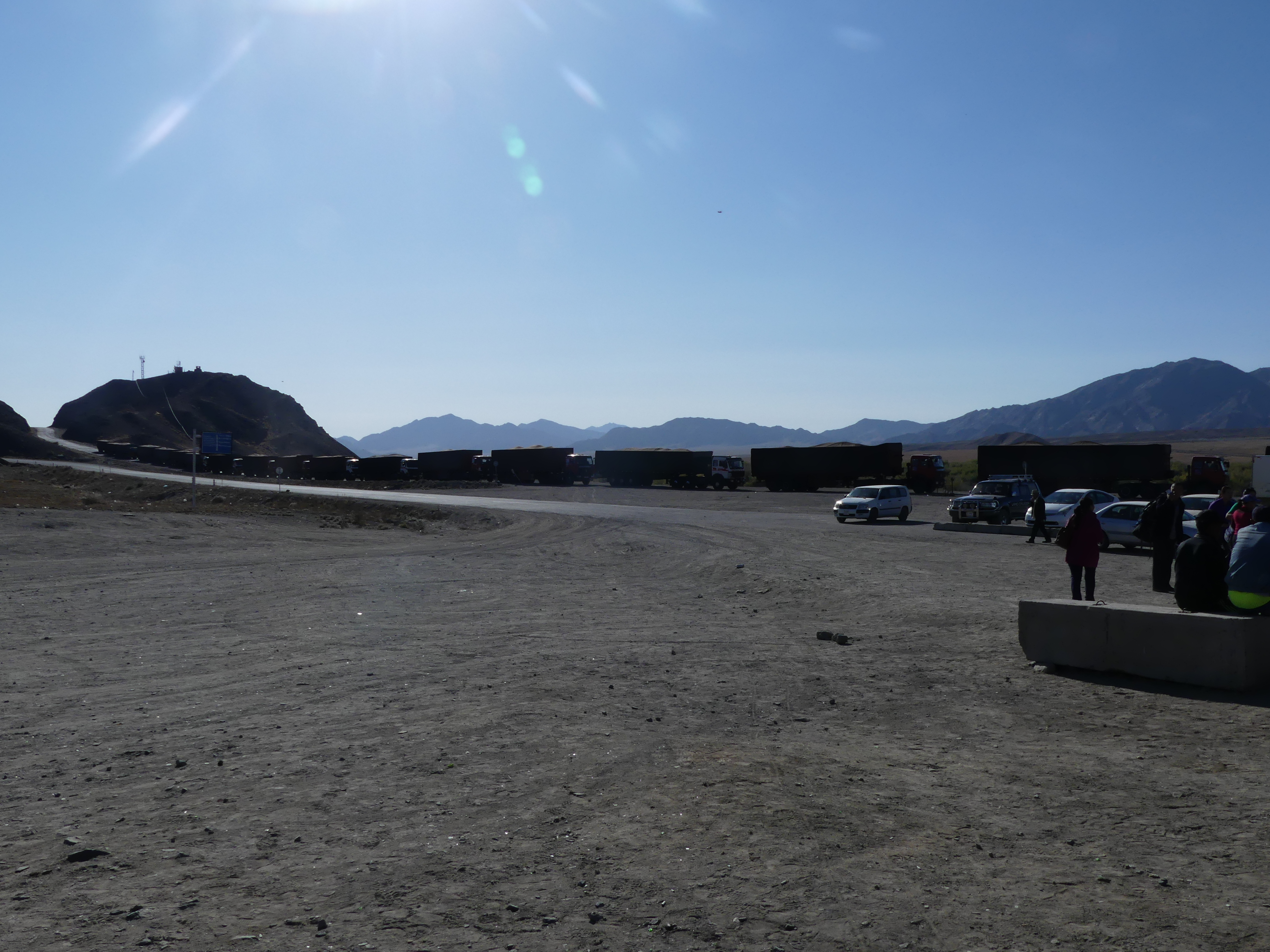
Des camions attendent à la frontière chinoise. La route est asphaltée.

## Transport aérien
Le pays dispose d'une compagnie aérienne nationale, MIAT Mongolian Airlines. Le seul aéroport international est l'aéroport Gengis Khan, desservant la capitale Oulan-Bator.
Il existe de nombreux aéroports locaux pour des vols intérieurs dans le pays, souvent le moyen le plus rapide pour voyager. À noter la construction d'un nouvel aéroport international à 50km de la capitale qui a débuté en 2012.

## Statistiques
Voies de chemin de fer:
total:1 928 km
- Le nom officiel des chemins de fer mongols est Ulaanbaatar Railways.

Routes:
total:49 250 km
Asphaltées:1 674 km
Non-pavées:47 576 km (1998 est.)
Aéroports:
34 (1994 est.)
Aéroports avec pistes asphaltées:

total:8
2438 à 3 047 m:7
moins de 914 m:1 (1994 est.)
Aéroports sans pistes asphaltées:
total:26
plus de 3 047 m:3
2438 à 3 047 m:5
1524 à 2 437 m:10
914 à 1 523 m:3
moins de 914 m:5 (1994 est.)
Source : CIA World Factbook